# Prießen
Prießen (niedersorbisch: Brjazyna) ist ein Ortsteil der Stadt Doberlug-Kirchhain im Landkreis Elbe-Elster in Brandenburg.

## Geografische Lage

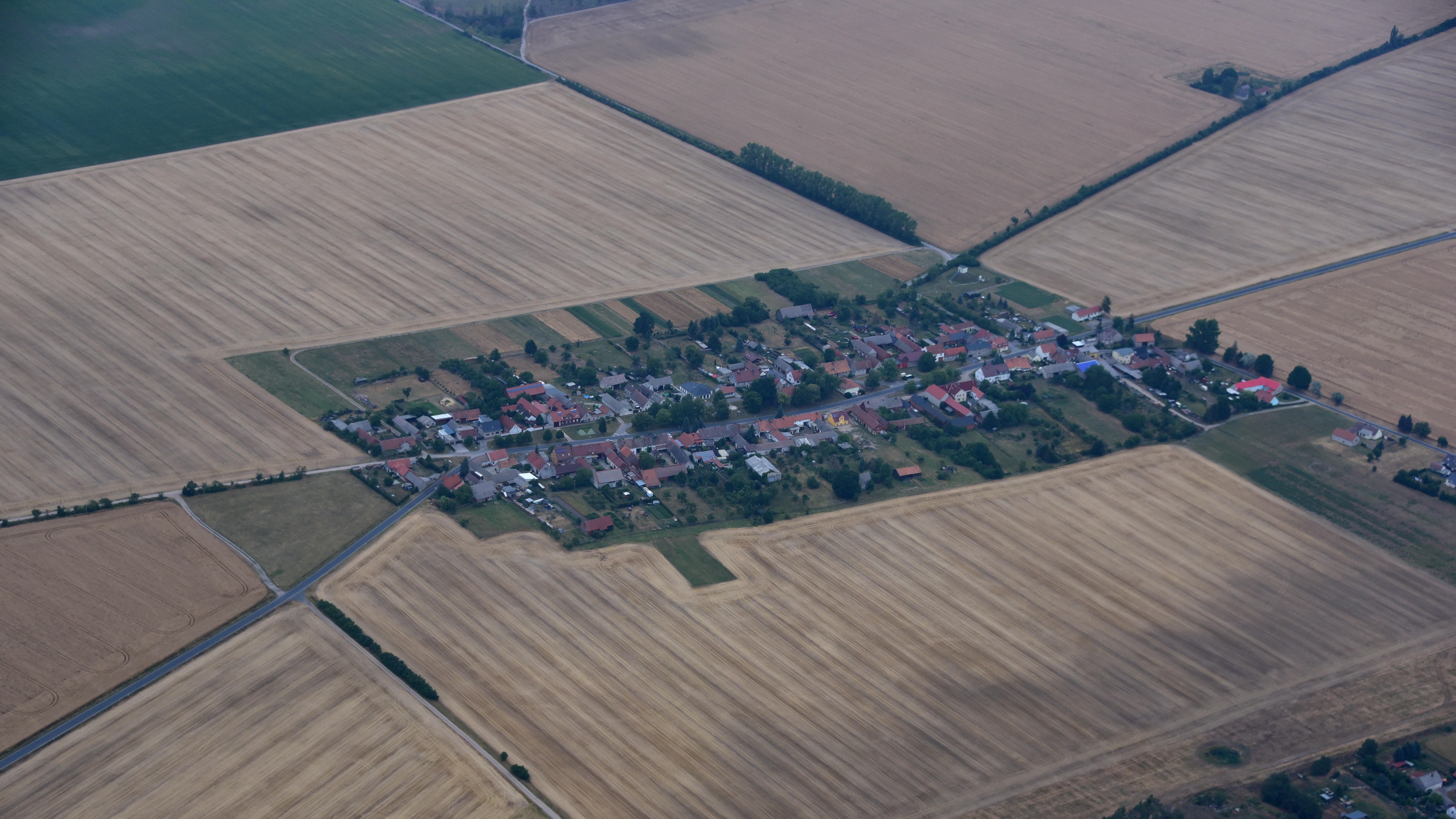
Prießen, Luftaufnahme (2019)

Das Dorfgemeinschaftshaus

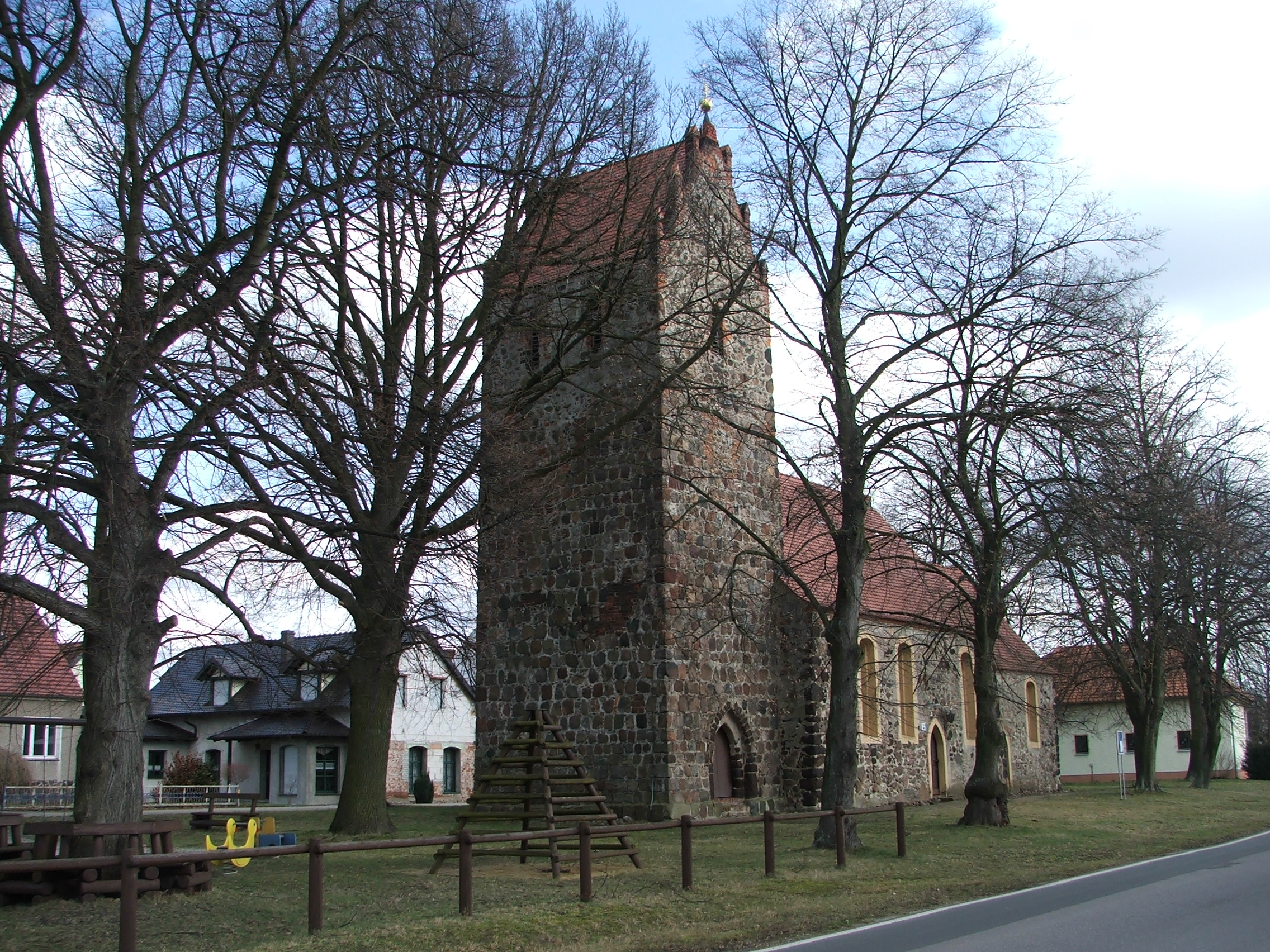
Feldsteinkirche in Prießen

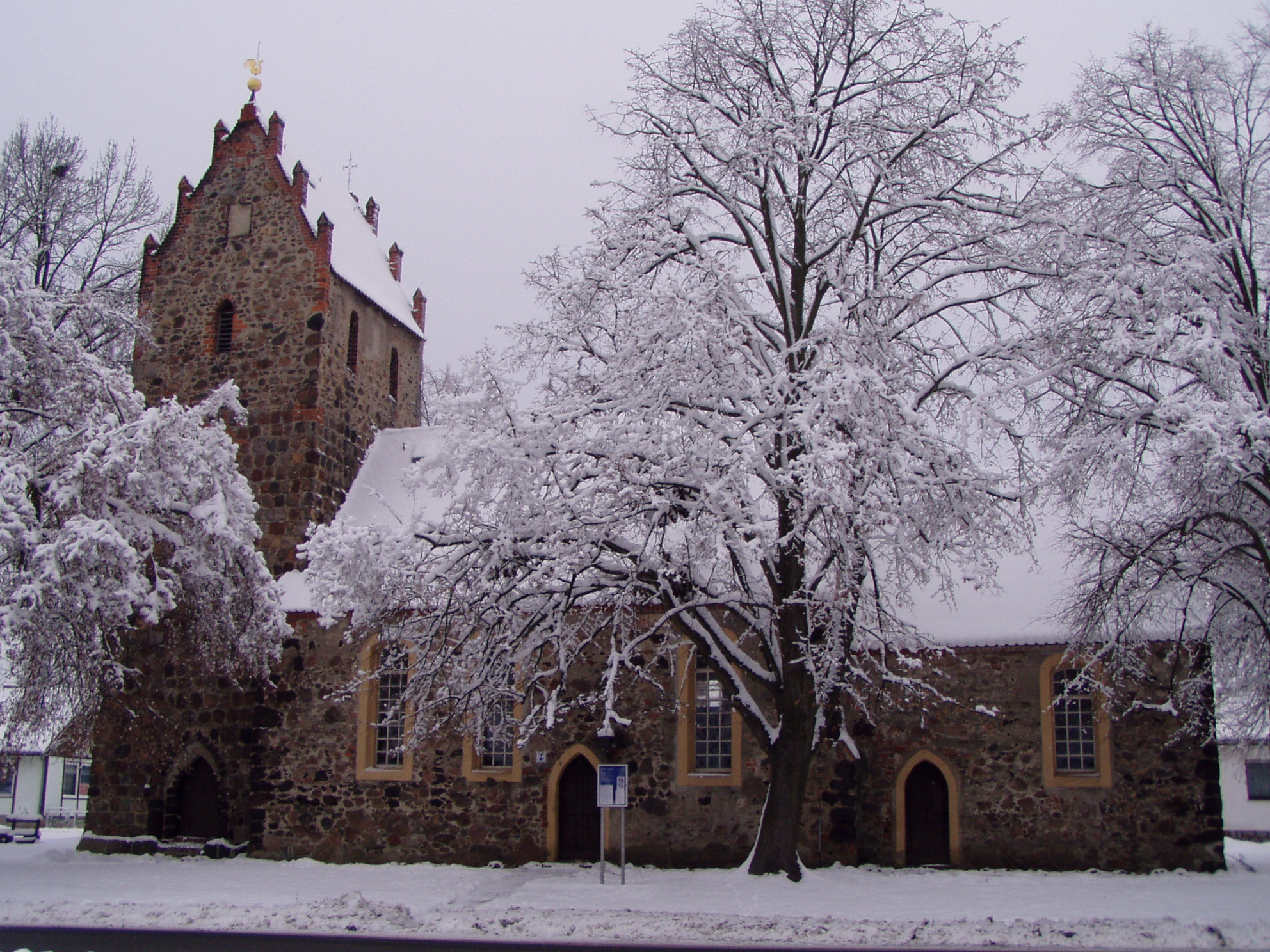
Kirchenschiff

Prießen liegt an der L702 etwa 10 km westlich von Doberlug-Kirchhain zwischen Buchhain und Dübrichen im Zentrum des Landkreises Elbe-Elster.

## Geschichte

### Ortsgeschichte
Der Ort wurde erstmals 1329 als Prizin urkundlich erwähnt. Weitere Schreibweisen des Ortsnamens waren 1336 Priszne, 1380 Priezin, 1386 Pryssen, 1435 Prissen, um 1435 Brewssin, 1541 Priessen, 1546 Brisen und 1683 Prisenn. Der ursprüngliche Ortsname wird als Siedlung des Priša oder Pricha gedeutet.
Kurfürst Rudolf I. verkaufte 1329 den Ort an das Kloster Dobrilugk, in dessen Besitz das Dorf bis 1541 blieb. 1529 gab es im Ort 19 Hüfner. Die Kirche war damals eine Filiale von Buckowien.

### Eingemeindung
Am 1. Oktober 2001 wurde das Dorf in die Stadt Doberlug-Kirchhain als Ortsteil eingemeindet.

### Bevölkerungsentwicklung
| Einwohnerentwicklung von Prießen ab 1875 bis 2017 | Einwohnerentwicklung von Prießen ab 1875 bis 2017 | Einwohnerentwicklung von Prießen ab 1875 bis 2017 | Einwohnerentwicklung von Prießen ab 1875 bis 2017 | Einwohnerentwicklung von Prießen ab 1875 bis 2017 | Einwohnerentwicklung von Prießen ab 1875 bis 2017 | Einwohnerentwicklung von Prießen ab 1875 bis 2017 | Einwohnerentwicklung von Prießen ab 1875 bis 2017 | Einwohnerentwicklung von Prießen ab 1875 bis 2017 | Einwohnerentwicklung von Prießen ab 1875 bis 2017 | Einwohnerentwicklung von Prießen ab 1875 bis 2017 | Einwohnerentwicklung von Prießen ab 1875 bis 2017 | Einwohnerentwicklung von Prießen ab 1875 bis 2017 | Einwohnerentwicklung von Prießen ab 1875 bis 2017 |
| Jahr                                              | Einwohner                                         |                                                   | Jahr                                              | Einwohner                                         |                                                   | Jahr                                              | Einwohner                                         |                                                   | Jahr                                              | Einwohner                                         |                                                   | Jahr                                              | Einwohner                                         |
| ------------------------------------------------- | ------------------------------------------------- | ------------------------------------------------- | ------------------------------------------------- | ------------------------------------------------- | ------------------------------------------------- | ------------------------------------------------- | ------------------------------------------------- | ------------------------------------------------- | ------------------------------------------------- | ------------------------------------------------- | ------------------------------------------------- | ------------------------------------------------- | ------------------------------------------------- |
| 1875                                              | 367                                               |                                                   | 1946                                              | 554                                               |                                                   | 1989                                              | 254                                               |                                                   | 1995                                              | 216                                               |                                                   | 2009                                              | 219                                               |
| 1890                                              | 346                                               |                                                   | 1950                                              | 479                                               |                                                   | 1990                                              | 238                                               |                                                   | 1996                                              | 219                                               |                                                   | 2017                                              | 180                                               |
| 1910                                              | 371                                               |                                                   | 1964                                              | 305                                               |                                                   | 1991                                              | 233                                               |                                                   | 1997                                              | 215                                               |                                                   |                                                   |                                                   |
| 1925                                              | 389                                               |                                                   | 1971                                              | 303                                               |                                                   | 1992                                              | 236                                               |                                                   | 1998                                              | 209                                               |                                                   |                                                   |                                                   |
| 1933                                              | 357                                               |                                                   | 1981                                              | 277                                               |                                                   | 1993                                              | 236                                               |                                                   | 1999                                              | 207                                               |                                                   |                                                   |                                                   |
| 1939                                              | 341                                               |                                                   | 1985                                              | 257                                               |                                                   | 1994                                              | 225                                               |                                                   | 2000                                              | 207                                               |                                                   |                                                   |                                                   |

## Kultur und Sehenswürdigkeiten
In dem als Rechteck angelegten Dorf befindet sich eine denkmalgeschützte Granitquaderkirche aus dem 13. Jahrhundert auf der Dorfaue. Der aus Findlingen errichtete Kirchturm ist so breit wie das Kirchenschiff. Die Kirche ist ausgestattet mit einem Schnitzaltar aus dem 15. Jahrhundert, einer Kanzel von 1592 und einem Taufbecken aus Sandstein in Kelchform.